# Aleksej Nikolaevič Bach
Aleksej Nikolaevič Bach (in russo Алексей Николаевич Бах?, in ucraino Олексій Миколайович Бах?, Oleksij Mykolajovyč Bach; Zolotonoša, 17 marzo 1857 – Mosca, 13 maggio 1946) è stato un chimico e politico sovietico, considerato il fondatore della biochimica sovietica.

## Biografia
Nel 1875 entrò all'Università di Kiev. Per la sua partecipazione a manifestazioni studentesche fu espulso dall'Università nel 1878 e deportato fino al 1881. Una volta tornato a Kiev entrò nell'organizzazione populista. Nel 1885 emigrò a Parigi, poi a Ginevra dove si dedicò ad esperimenti scientifici in piccoli laboratori. Tornato in patria nel 1917, si dedicò alla ricerca fondando l'Istituto di chimica-fisica dell'Università di Mosca, che diresse fino alla morte. Fu inoltre direttore dell'Istituto di biochimica dell'Accademia delle Scienze dell'URSS nel 1935.

## Contributi
Nel corso della lunghissima carriera scientifica Bach si occupò di varie tematiche, tra cui l'enzimologia, i processi biologici ossidativi e la respirazione vegetale.
Avanzò inoltre un'ipotesi sull'organicazione dell'azoto nelle piante, la critica del ciclo dell'ornitina e la sintesi dell'urea.